# Ле-Безиль
Ле-Безиль (фр. Le Baizil) — коммуна во Франции, находится в регионе Гранд-Эст (до 2016 года — Шампань-Арденны). Департамент коммуны — Марна. Входит в состав округа Эперне, кантон Дорман-Пейзан де Шампань.

## Население
Население коммуны на 2018 год составляло 253 человека.
| 1962 | 1968 | 1975 | 1982 | 1990 | 1999 | 2010 | 2018 |
| ---- | ---- | ---- | ---- | ---- | ---- | ---- | ---- |
| 350  | 344  | 289  | 255  | 262  | 259  | 263  | 253  |

## География

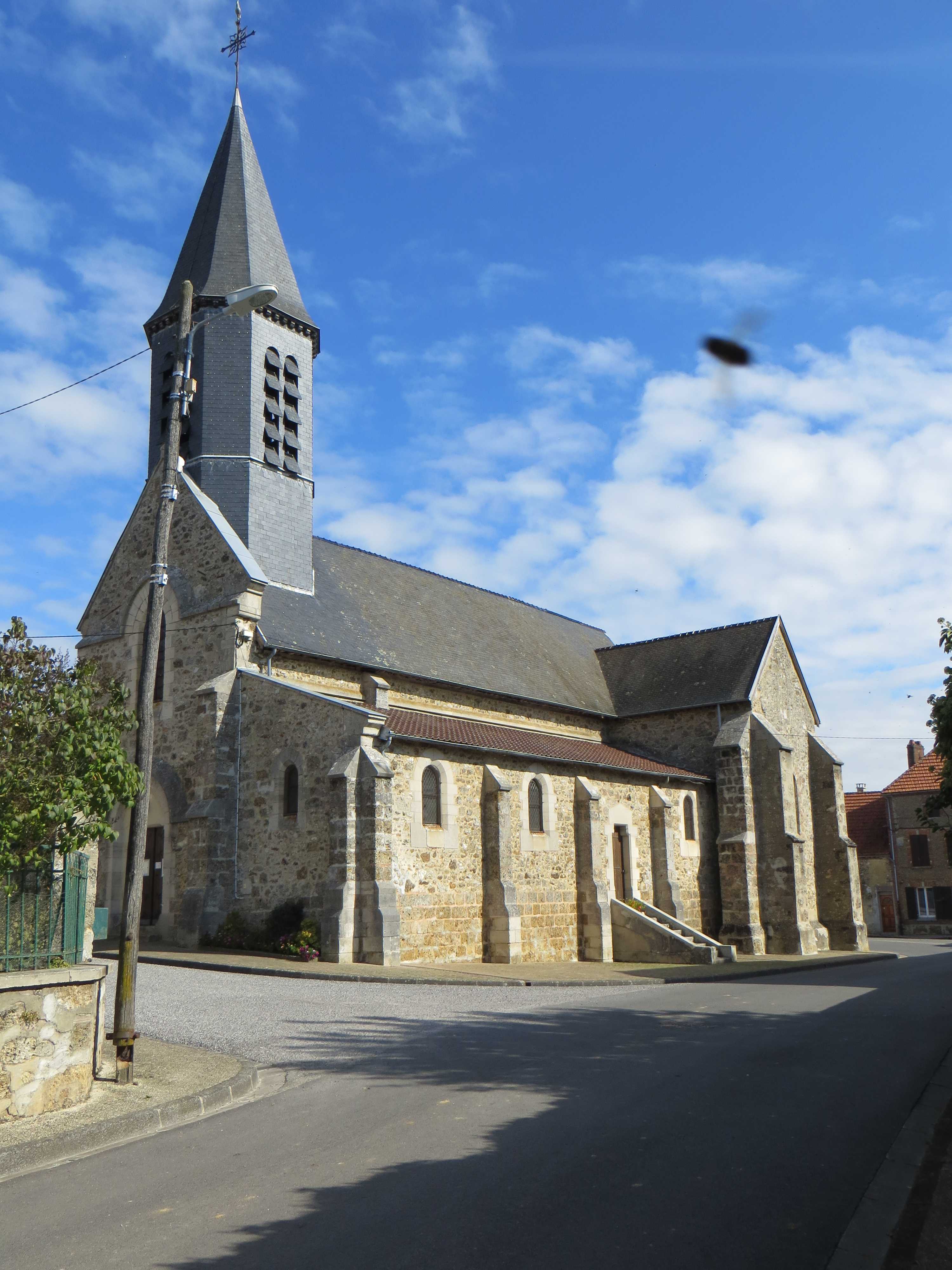
Церковь Сен-Кенерик

Городок Ле-Безиль находится в 33 километрах к юго-западу от Реймса. Соседними коммунами являются Фестиньи на севере, Сен-Мартен д’Аблуа на северо-западе, Бриньи-Воданкур на востоке, Монмор-Люси на юге, Коррибер на юго-западе и Марей-ан-Бри на западе.

## Достопримечательности
- Церковь Сен-Кенерик, восстановленная в XIX столетии на основании более ранней церкви XII века.